# José Monasterio Ituarte
José Monasterio Ituarte (Palma, 1882 - València, 4 de desembre de 1952) va ser un militar espanyol, oficial de l'arma de cavalleria que va combatre al Marroc i en el bàndol revoltat durant la Guerra civil espanyola. Va aconseguir el grau de general. Era cosí germà de José Moscardó e Ituarte.
Militar de cavalleria. Va combatre en la campanya del Marroc. Durant la República va ser ajudant del ministre de la Guerra, Gil-Robles en 1935.
Va col·laborar amb el general Cabanellas en la preparació del Cop d'Estat del 18 de juliol del 1936 que va donar lloc a la Guerra Civil Espanyola. En declarar-se la guerra estava destinat a Saragossa, on es va unir a la rebel·lió. Va aconseguir l'enllaç de l'Exèrcit del Nord amb l'Exèrcit del Sud en Arenas de San Pedro (província d'Àvila), el 9 de setembre de 1936. Va ser ascendit a general i nomenat cap de la Primera Divisió de Cavalleria durant tota la guerra. Va participar en nombrosos combats i va derrotar les forces de la República en el riu Alfambra (Terol) al febrer de 1938, on va dirigir el que s'ha considerat l'última càrrega de cavalleria de la història militar d'Espanya. Al mateix temps era Cap de les Milícies i conseller nacional de FET i de les JONS.
En 1940 va ser nomenat cavaller gran creu de l'Orde de Sant Llàtzer de Jerusalem. Va ser tinent general. Al setembre de 1943, va enviar una carta al General Franco, al costat d'altres oficials, en la que segons la seva opinió havia d'implantar-se la monarquia a Espanya. Malgrat això va ser nomenat capità general de la V Regió Militar (Saragossa) i de la III Regió Militar (València). Va ser procurador en Corts.